# Vireo plumbeus
Vireo plumbeus là một loài chim trong họ Vireonidae.